# Ė
Il simbolo Ė è una lettera usata nell'alfabeto lituano (in nona posizione), in quello kölsch e in quello cheyenne. In lituano corrisponde alla vocale anteriore medio-alta (o semichiusa) non arrotondata lunga [eˑ].  È formata apponendo un punto sopra la lettera E dell'alfabeto latino. 
Questo carattere è anche utilizzato per traslitterare nell'alfabeto latino la lettera cirillica Э.